# Далай-лама
Ця стаття присвячена лінії передачі Далай-лам. Інформацію про нинішнього Далай-ламу можна знайти у статті Далай-лама XIV.
Далай-лами — лінія передачі (тулку) у тибетському буддизмі школи ґелуґ. «Далай» — в перекладі з тибетської «лама» (bla ma) у тибетській мові є еквівалентом санскритського «гуру», та має значення «вчитель» або «монах». Ця лінія передачі виникла у 1391. Згідно з поглядами тибетського буддизму, Далай-лами є інкарнацією бодгісаттви Авалокітешвари (Ченрези [spyan ras gzigs] тибетською). Починаючи з XVII століття й до 1959 далай-лами мали також титул царя — правителя Тибету, керуючи державою зі столиці Лхаси. Далай-лама вважається також головою всього тибетського буддизму, голови всіх чотирьох шкіл вважають його верховним ламою всієї тибетської традиції. По відношенню до Далай-лами використовують титул «Його Святість».
Часто Далай-Ламу вважають головою школи ґелуґ, насправді ж формально це не так. Школою ґелуґ офіційно керує Ґанден Трипа (dga' ldan khri pa). Але Далай-Лама відіграє дуже важливу роль у розвитку насамперед школи ґелуґ.
Далай-лама V, отримавши підтримку правителя монголів Гушрі-хан, зумів об'єднати Тибет. З тих пір далай-лами продовжували керувати країною аж до вторгнення китайських військ у Тибет у 1949 та повного оволодіння Тибетом в 1959. Далай-лама XIV був вимушений виїхати в Індію. Нещодавно Далай-лама XIV заявив, що він відмовляється від титулу правителя Тибету та виходить з уряду у вигнанні, не вимагає незалежності Тибету, але шукає можливості Тибетської автономії. Див. докладніше Історія Тибету.
Резиденцією далай-лам у Тибеті (починаючи з П'ятого) є палац Потала у Лхасі, влітку — палац Норбулінка. З 1959 Далай-лама перебуває у вигнанні в резиденції у Дхармасала у Північній Індії.

## Процедура вибору Далай-лами
Для практичної процедури вибору нового Далай-лами після біологічної смерті попереднього Далай-лами характерне використання знань про реінкарнацію, яка притаманна релігії Тибету, де вчення про перевтілення займає центральне місце.
Це передбачає пошук монахами біологічно народженої дитини в котру втілилася душа біологічно померлого Далай-лами. Віднайденій дитині пропонують спілкуватися з людьми, котрих вона вперше бачить, але з котрими спілкувався раніше біологічно померлий Далай-лама, та пропонують оглядати особисті речі біологічно померлого Далай-лами, які ця дитина не оглядала раніше. При умові впізнавання дитиною людей та речей з приватного життя попереднього Далай-лами її проголошують новим Далай-ламою, і далі вишколюють для тілесного дозрівання й соціальної адаптації. Досвід життя Далай-лами не обмежується одним біологічним людським існуванням.

## Список Далай-лам
|     | Ім'я            | роки життя | роки правління | тибетською/транскрипція Уайлі           | Офіційна транскрипція | інші транскрипції              |
| --- | --------------- | ---------- | -------------- | --------------------------------------- | --------------------- | ------------------------------ |
| 1.  | Далай-лама I    | 1391-1474  | ×              | དྒེ་འདུན་འགྲུབ་ dge ‘dun ‘grub               | Gêdün Chub            | Gedün Drup, Gendun Drup        |
| 2.  | Далай-лама II   | 1475-1541  | ×              | དགེ་འདུན་རྒྱ་མཚོ་ dge ‘dun rgya mtsho        | Gêdün Gyaco           | Gedün Gyatso, Gendün Gyatso    |
| 3.  | Далай-лама III  | 1543-1588  | 1578–1588      | བསོད་ནམས་རྒྱ་མཚོ་ bsod nams rgya mtsho      | Soinam Gyaco          | Sönam Gyatso                   |
| 4.  | Далай-лама IV   | 1589-1616  | [?]            | ཡོན་ཏན་རྒྱ་མཚོ་ yon tan rgya mtsho          | Yoindain Gyaco        | Yontan Gyatso                  |
| 5.  | Далай-лама V    | 1617-1682  | 1642–1682      | བློ་བཟང་རྒྱ་མཚོ་ blo bzang rgya mtsho        | Lobsang Gyaco         | Lobzang Gyatso, Lopsang Gyatso |
| 6.  | Далай-лама VI   | 1683-1706  | [?]–1706       | ཚང་དབྱངས་རྒྱ་མཚོ་ tshang dbyangs rgya mtsho | Cangyang Gyaco        |                                |
| 7.  | Далай-лама VII  | 1708-1757  | 1751–1757      | བསྐལ་བཟང་རྒྱ་མཚོ་ bskal bzang rgya mtsho    | Gaisang Gyaco         | Kelsang Gyatso, Kalsang Gyatso |
| 8.  | Далай-лама VIII | 1758-1804  | 1786–1804      | བྱམས་སྤེལ་རྒྱ་མཚོ་ byams spel rgya mtsho      | Qambê Gyaco           | Jampel Gyatso, Jampal Gyatso   |
| 9.  | Далай-лама IX   | 1806-1815  | (1808–1815)×   | ལུང་རྟོགས་རྒྱ་མཚོ་ lung rtogs rgya mtsho      | Lungdog Gyaco         | Lungtog Gyatso                 |
| 10. | Далай-лама X    | 1816-1837  | —              | ཚུལ་ཁྲིམ་རྒྱ་མཚོ་ tshul khrim rgya mtsho      | Cüchim Gyaco          | Tshültrim Gyatso               |
| 11. | Далай-лама XI   | 1838-1856  | 1844–1856      | མཁས་གྲུབ་རྒྱ་མཚོ་ mkhas grub rgya mtsho      | Kaichub Gyaco         | Kedrub Gyatso                  |
| 12. | Далай-лама XII  | 1856-1875  | [?]            | འཕྲིན་ལས་རྒྱ་མཚོ་ ‘phrin las rgya mtsho      | Chinlai Gyaco         | Trinle Gyatso                  |
| 13. | Далай-лама XIII | 1876-1933  | [?]            | ཐུབ་བསྟན་རྒྱ་མཚོ་ thub bstan rgya mtsho      | Tubdain Gyaco         | Thubtan Gyatso, Thupten Gyatso |
| 14. | Далай-лама XIV  | 1935–      | 1950–          | བསྟན་འཛིན་རྒྱ་མཚོ་ bstan ‘dzin rgya mtsho    | Dainzin Gyaco         |                                |

- Титул «Далай-лама» був присвоєний першому та другому Далай-ламам вже після їхньої смерті. Дев'ятий Далай-лама офіційно отримав трон, але не керував державою.